# أسماء لمنور
أسماء لمنور (مواليد 25 يوليو 1978) هي مغنية وممثلة مغربية. بدأت مسيرتها الغنائية في عام 1995 من خلال مشاركتها في مهرجان «أنغام» الذي نظمته الإذاعة والتلفزة المغربية، حيث حصلت على جائزة أفضل أداء. ومع ذلك، تأخر انطلاق مسيرتها الموسيقية حتى عام 2002. اشتهرت بلقب ملكة الأندلس، وهي أحد أنجح المغنيات العرب. قامت بأداء أغاني عدة مسلسلات وأفلام تلفزيونية مغربية. كما قامت بجولات فنية مع فرقة أورينتال مود في الدنمارك والسويد، وخصوصًا في مصر.

## حياتها
وُلدت أسماء لمنور في 25 يوليو 1978 في مدينة الدار البيضاء، وكانت بدايتها بالمجال الغنائي عام 1995 بعمر السابعة عشر من خلال إحدى الأغاني التي أنتجتها الإذاعة الوطنية المغربية، وبين أعوام 1996 و2000 حظيت بفرصة زيارة بلدان عديدة رفقة «مجموعة أوريونتال مود الموسيقية»، ومن بين كل البلدان التي زارتها كانت مصر وليبيا ودول الخليج أهمها الكويت، أعجب بها العديد من المغنين وحظيت بالتعاون مع الفنان كاظم الساهر والفنان أبو بكر سالم وعبد الله الرويشد وعلي بن محمد وحسين الجسمي، عرفت بتعاونها مع علي بن محمد بأغنية «قلبي دايم معاكم» التي حققت نجاحاً عربيًا، أول من قدمت أغنية مشتركة مع الفنان كاظم الساهر.

## مشاركتها كعضو لجنة تحكيم
في سبتمبر عام 2022 شاركت كعضو لجنة تحكيم في برنامج المواهب المغربي «ستار لايت» على القناة المغربية الثانية

## أعمالها

### الألبومات
| سنة الإنتاج | الألبوم      | الأغاني |
| ----------- | ------------ | --- |
| 2003        | وا ناري      | أحبك، تطمن وامسح دموعك، يا قلب مين غيرك، دندنة، وا ناري، بس ليلة، هذا العطر، آخر الطب                                                |
| 2008        | من هنا لبكرة | ها اسئل واسيبك لضميرك، حبيبي أنا وهران، على رايك، بس لما اشوفك، قلبي ما كدبش، أنت مش أنت، من هنا لبكرة، في كلام بينك وبينه، ما قدرتش |
| 2005        | شي عادي      | ايش العمل وياك، ليلة الفرقا، كحيل العين، كيف أنساك، قلبي دايم معاك، شايل بقلبك، شي عادي، مالي وماله                                  |
| 2010        | روح          | روح، العفو، ابشرك، جونيمار، ويل، الشباك، كل مالمحتك، ما يحتاج، اجي دابا، احتويني، تودعني، اقدم نفسي، شسوي، الكلمة الحلوة             |
| 2017        | صبية         | عندو الزين، صبية، لالاهم، نورمال، بنت الوقت، خليني ساكتة، عبد الحليم، طفي التليفون. شفت منام، بغيتو هو، كان يحساب لي، جيني للخير     |
| 2019        | أوساط النجوم | أوساط النجوم، افا والله، فكر أكثر، ازهم عليه، تبسّم، كل يوم، حرقة الضنا، سين وجيم، أخطيت، صنم، الحب نعمة، يامحترم، الظروف، ششش        |

### فيديو كليبات
| الأغنية                       | المخرج           | المنتج | العام |
| ----------------------------- | ---------------- | ------ | ----- |
| هسأل وأسيبك لضيمرك            | وليد ناصيف       | روتانا | 2008  |
| يسعد مساه                     |                  | روتانا | 2008  |
| قلبي دائم معاكم               | أبو بكر باخطيب   | روتانا | 2008  |
| المحكمة بمشاركة كاظم الساهر   | حسين دعيبس       | روتانا | 2008  |
| ويل                           | محمد جمعة        | روتانا | 2010  |
| شباك                          | محمد جمعة        | روتانا | 2012  |
| J'en ai marre                 | شادي عبد العليم  | روتانا | 2012  |
| دمعة رجل                      | يعقوب المهنا     | روتانا | 2014  |
| عادي                          | رندلى قديح       | روتانا | 2015  |
| هاكاوا                        | محمد فكرني       | روتانا | 2016  |
| ماشي رجولة                    | عبدالله العراك   | روتانا | 2016  |
| عندو الزين                    | أمير الرواني     | روتانا | 2017  |
| يديرها الحب                   | محمد علي العويني | روتانا | 2021  |
| سيد الغرام بمشاركة أصالة نصري | حسن غدار         | روتانا | 2022  |
| هذا حالي من بعدك              | كوثر التغزاوي    | روتانا | 2023  |

### أغاني مسلسلات
- (1999):المصابون (مسلسل مغربي)
- (2008):للخطايا ثمن (مسلسل كويتي)
- (2008):عيون الحب (مسلسل كويتي)
- (2009):سارة (مسلسل كويتي)
- (2010):علمني كيف أنساك (مسلسل كويتي)
- (2013):أحببتك منذ الصغر (مسلسل كويتي)
- (2014):كسر الخواطر (مسلسل كويتي)
- (2014):للحب جنون (مسلسل كويتي)
- (2014):منطقة محرمة (مسلسل كويتي)
- (2015):النور (مسلسل كويتي)
- (2015):سر الهوى (مسلسل كويتي)
- (2016):حريم أبوي (مسلسل كويتي)
- (2016):سبع بنات (مسلسل كويتي)
- (2017): اليتيمة (مسلسل مغربي)[9]
- (2018):حي البهجة (مسلسل مغربي)
- (2021):بنات العساس (مسلسل مغربي)
- (2025) رحمة (مسلسل مغربي)[10]

### الأغاني المنفردة
- أحبه موت.
- صافي.[11]
- أدري.
- عاجبك.
- حالي.
- عيونو.
- ظن فيني.
- يابن سيدي.
- إنتِ نوري.
- الدنيا ضحكتلك مرة.
- أشكو أياما (بمشاركة كاظم الساهر)
- المحكمة (بمشاركة كاظم الساهر).
- نعيشوا الليلة.
- هادي ماشي رجولة.
- درتي ليا الطيارة.
- هاكاوا.
- وأنا معاك (بمشاركة سعد لمجرد).
- عندو الزين (فيديو كليب من ألبوم صبية).

## وصلات خارجية
- أسماء لمنور على موقع IMDb (الإنجليزية)
- أسماء لمنور على موقع قاعدة بيانات الأفلام العربية
- أسماء لمنور على موقع ميوزك برينز (الإنجليزية)
- أسماء لمنور على موقع أول ميوزيك (الإنجليزية)
- أسماء لمنور على موقع ديسكوغز (الإنجليزية)
- أسماء لمنور على موقع قاعدة بيانات الفيلم (الإنجليزية)